# Ethmia chrysopyga
Ethmia chrysopyga is een vlinder uit de familie van de grasmineermotten (Elachistidae). De soort komt verspreid van Zuid-Europa en Klein-Azië tot aan het gebied rond de Kaukasus voor.

## Voorkomen in Nederland en België
Ethmia chrysopyga was in België een zeer zeldzame soort, die alleen uit de provincie Namen bekend was voor 1980. In Nederland is de soort nooit waargenomen.